# 十念寺 (刈谷市)
十念寺（じゅうねんじ）は、愛知県刈谷市広小路4丁目219にある浄土宗西山禅林寺派の寺院。
山号は具足山。本尊は阿弥陀如来坐像。刈谷藩の藩主を務めた土井氏の菩提寺である。

## 歴史
寺伝によると奈良時代に行基が開創したと伝えられる。室町時代に浄土宗に改宗し、具足山十念寺と称するようになった。
江戸時代の寛永元年（1624年）には、東西71間・南北70間の境内に阿弥陀堂・観音堂・地蔵堂・秋葉堂・蓮乗院・月渓院などを有する大伽藍が完成した。江戸時代後期には122年間にわたって刈谷藩の藩主を務めた土井氏の菩提寺であった。
昭和40年代に周辺で区画整理事業が行われたことから、境内は以前の4分の1程度に縮小した。

## 境内
- 山門
- 鐘楼堂
- 弘法堂
- 土井氏廟所[1]
- 松本奎堂墓所[1] - 天誅組総裁として知られる松本奎堂（1832年 - 1863年）の墓所。
- 中島秋挙墓所[1] - 三河国有数の俳人として知られる中島秋挙（1773年 - 1826年）の墓所[3]。

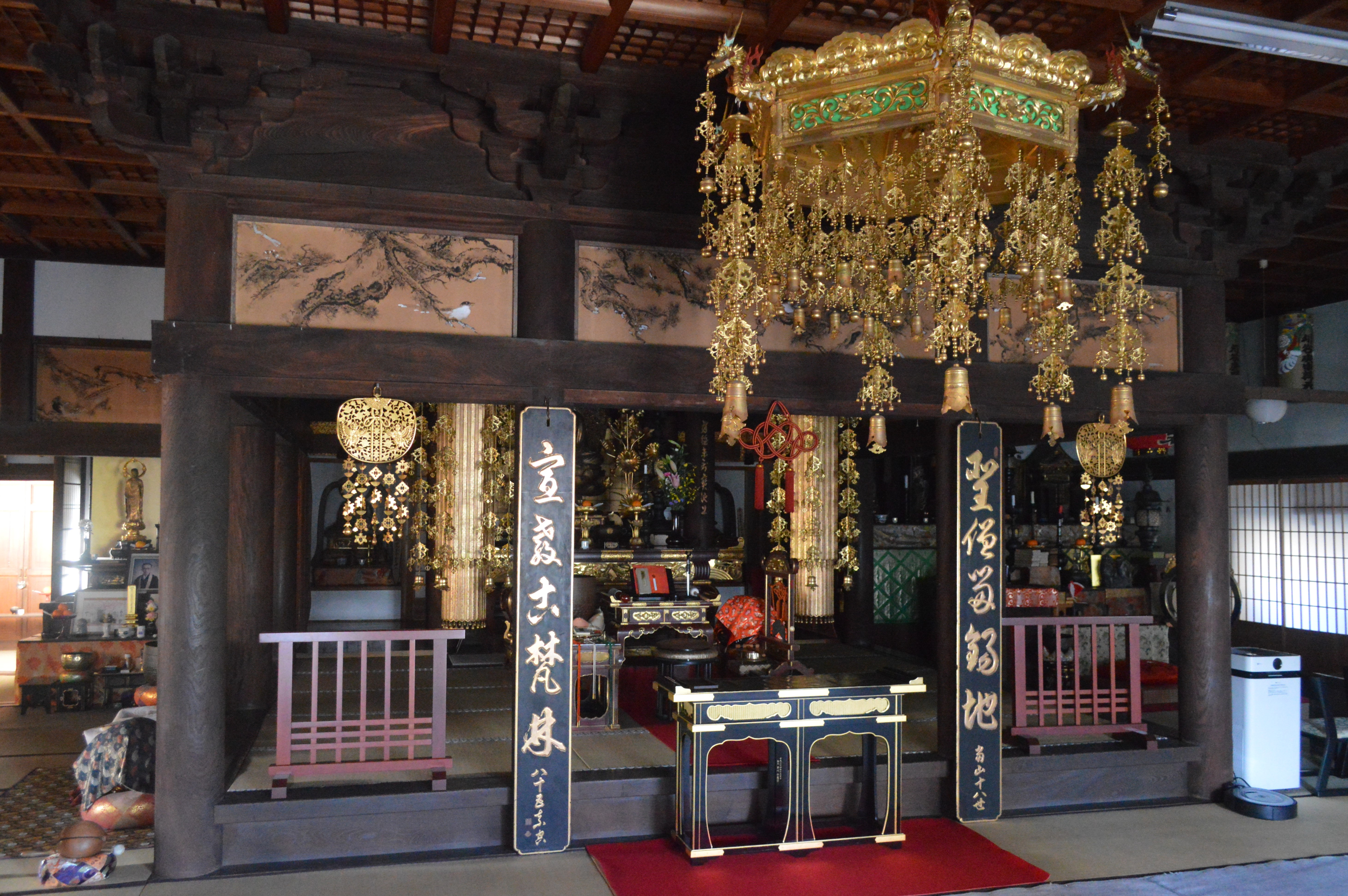
内陣
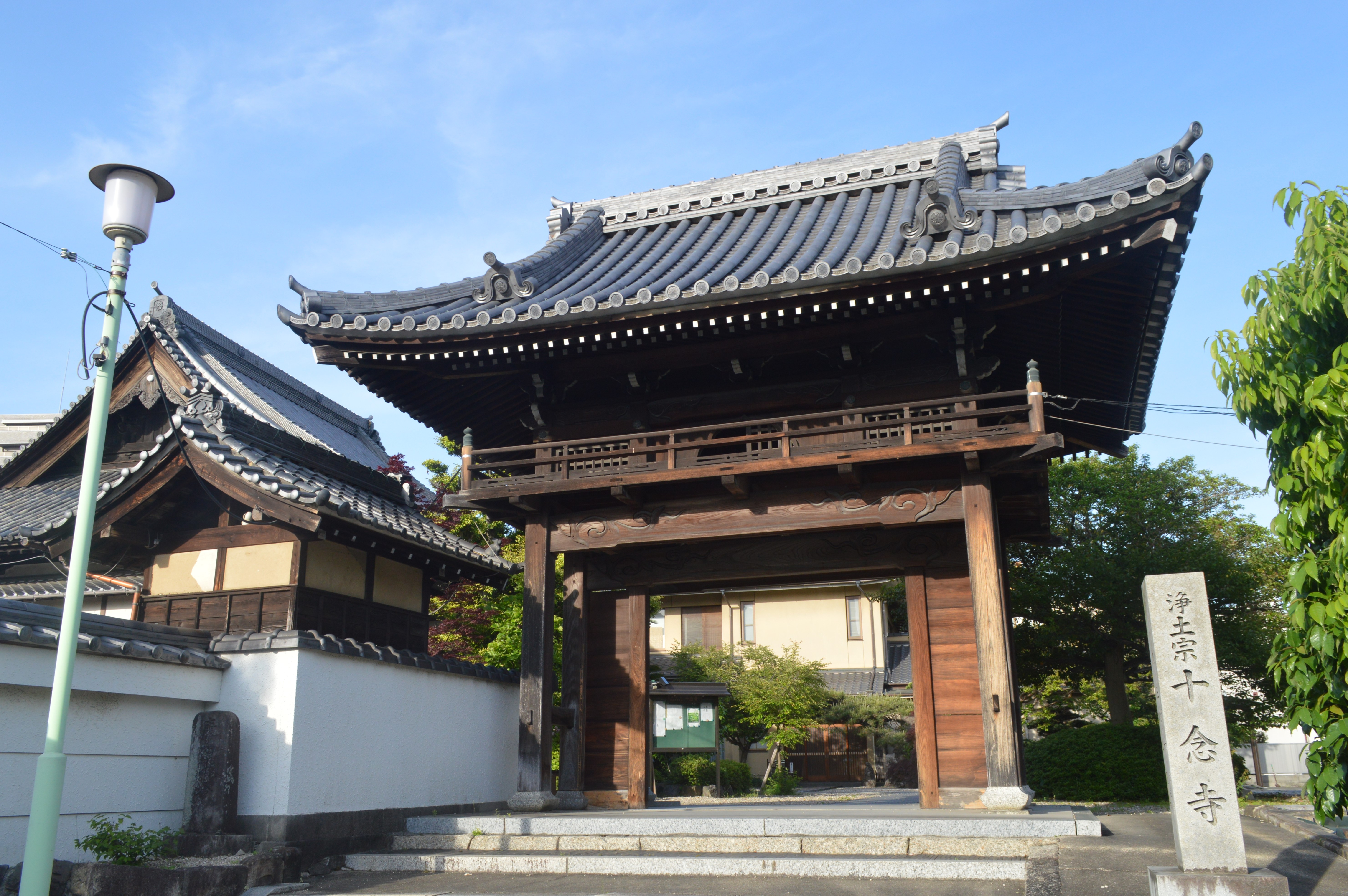
山門
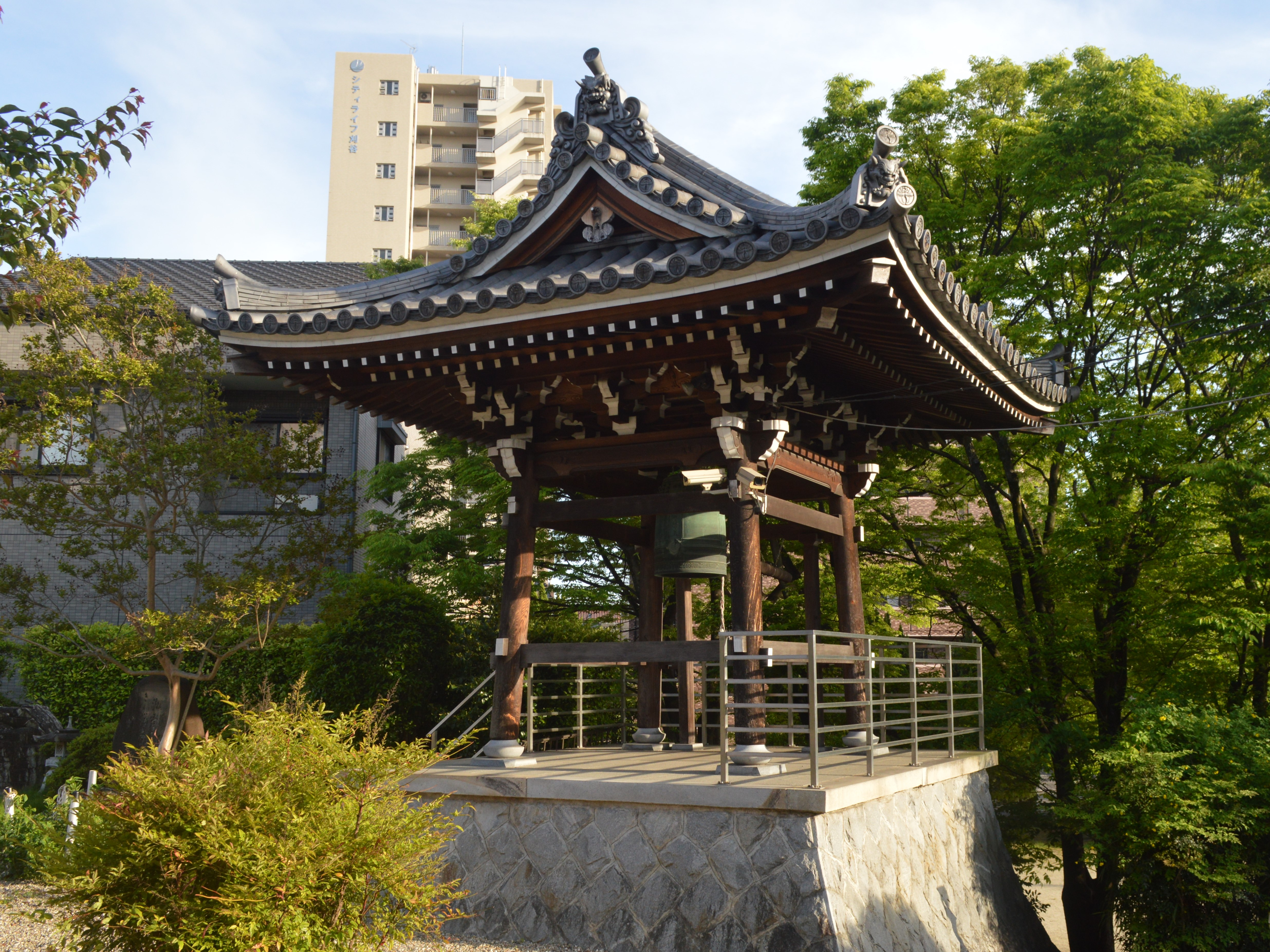
鐘楼堂
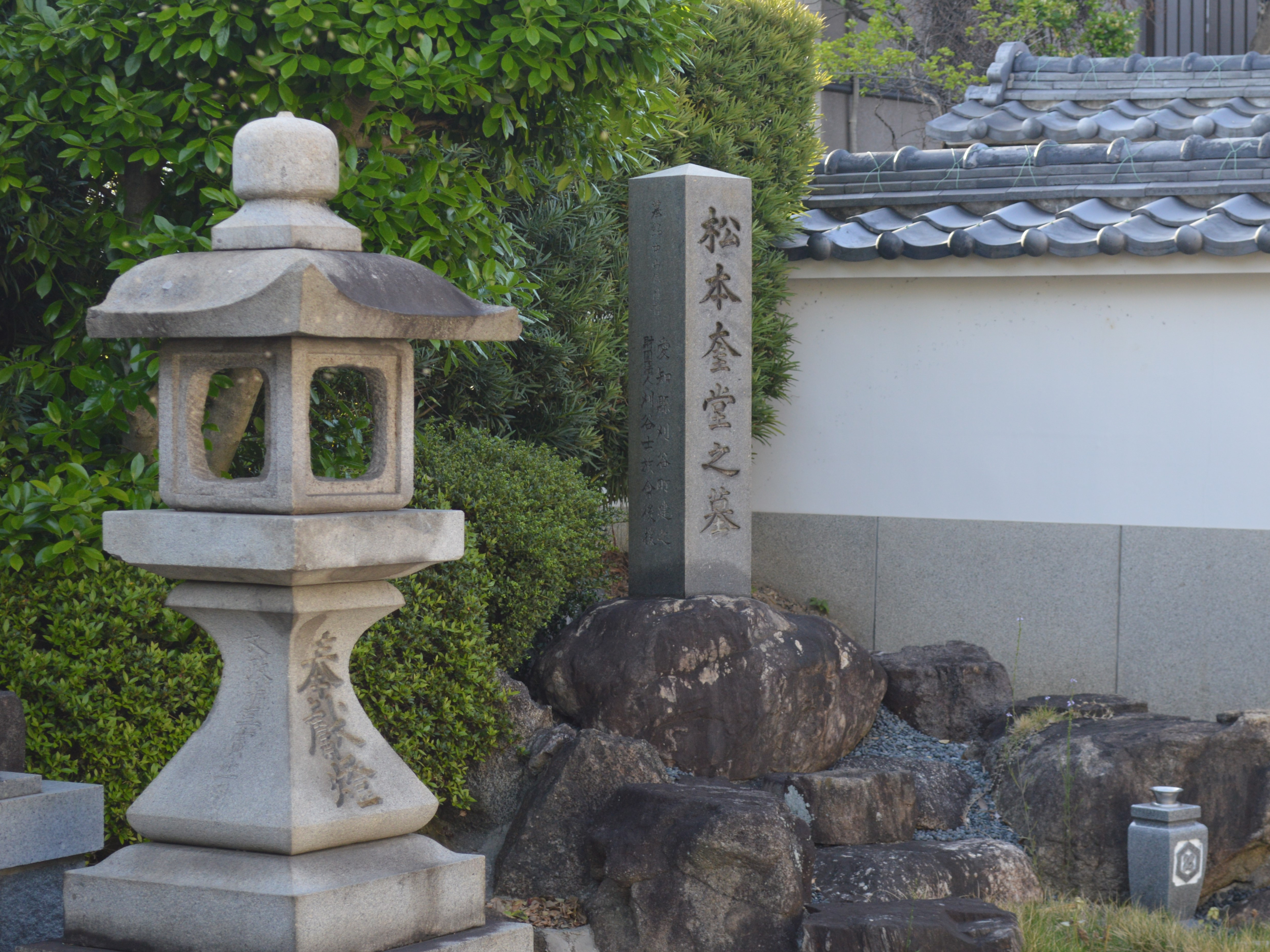
土井家廟所

## 文化財

### 市指定文化財
- 木造阿弥陀如来坐像（彫刻） - 2005年（平成17年）6月30日指定[4]。平安時代末期頃の作[5]。
- 木造十一面観世音菩薩立像（彫刻） - 1962年（昭和37年）6月9日指定[4]。土井氏が刈谷城に転封された際に寄進[5]。
- 木造阿弥陀如来立像(彫刻) - 2005年(平成17年)6月30日指定。刈谷頌和会所有
- 土井家廟所（史跡） - 1958年（昭和33年）2月25日指定[4]。

## 現地情報

### 所在地
- 愛知県刈谷市広小路4丁目219

### 交通アクセス
- 名鉄三河線刈谷市駅から徒歩約5分